# Territori no organitzat
Un territori no organitzat és una regió de terra que no té un sistema de govern constitucional. En la pràctica, aquests territoris, amb prou feines són poblats. Un territori no organitzat no significa que sigui un territori no reclamat, ni que no tingui representació pel govern.
En la pràctica, un territori no organitzat podria tenir el següent:
- Una àrea en la qual el control efectiu del govern no ha estat establert com avui dia. Aquest ha estat l'ús històric normal, i indica, per exemple, als antics territoris dels EUA, on el govern dels EUA només exercia el control de passatgers quan les seves forces estaven presents.
- Una àrea en la qual el govern local no existeix, o existeix només una forma embrionària de governs locals, els serveis són per tant, proporcionats pel govern federal o estatal, o unitat constitutiva. Aquest és el significat dels territoris no organitzats d'avui dia.

El terme té diverses denotacions i connotacions en funció de la utilització adequada i el context. Aquestes regions lleugerament governades eren d'ocurrència comuna en del segle xix, època d'alt creixement en els Estats federats Units com a grans extensions, com el Territori de Louisiana, el Territori de Missouri, el Territori d'Oregon i així successivament van ser establerts en un any pel Congrés, separant-se, per la qual cosa després aquests territoris comptaven amb els requisits per ser estats, en la qual la resta de territoris 'orfes', es van convertir en 'territoris no organitzats'.

## Estats Units

### Oficina del cens dels Estats Units
Els territoris no organitzats, tal com ho defineix l'Oficina del Cens dels Estats Units, existeixen a 10 estats: (Arkansas, Indiana, Iowa, Louisiana, Maine, Minnesota, Carolina del Nord, Dakota del Nord, Ohio i Dakota del Sud) on parts d'alguns comtats no estan inclosos en cap entitat incorporada o independent. Per tant, l'Oficina del Cens dels EUA, divideix aquestes entitats com a divisions de comtats, per usar-los amb propòsits estadístics. L'Oficina del Cens li assigna un nom, seguit per la designació "unorganized territory." Els territoris no organitzats van ser usats per primera vegada per a propòsits estadístics durant el cens de 1960.
En el cens del 2010 hi havia 224 d'aquests territoris dins dels Estats Units. Sent Dakota del Nord l'estat amb més territoris no organitzats, amb 102. Seguit per Minnesota amb 56, Maine amb 39 territoris no organitzats. La resta dels estats tenen pocs territoris no organitzats. No obstant això, el territori no organitzat més poblat és la base del Cos de Marines dels Estats Units Camp Lejeune, a Carolina del Nord, amb una població total de 29.111 en el cens del 2010.

### Territoris dels Estats Units

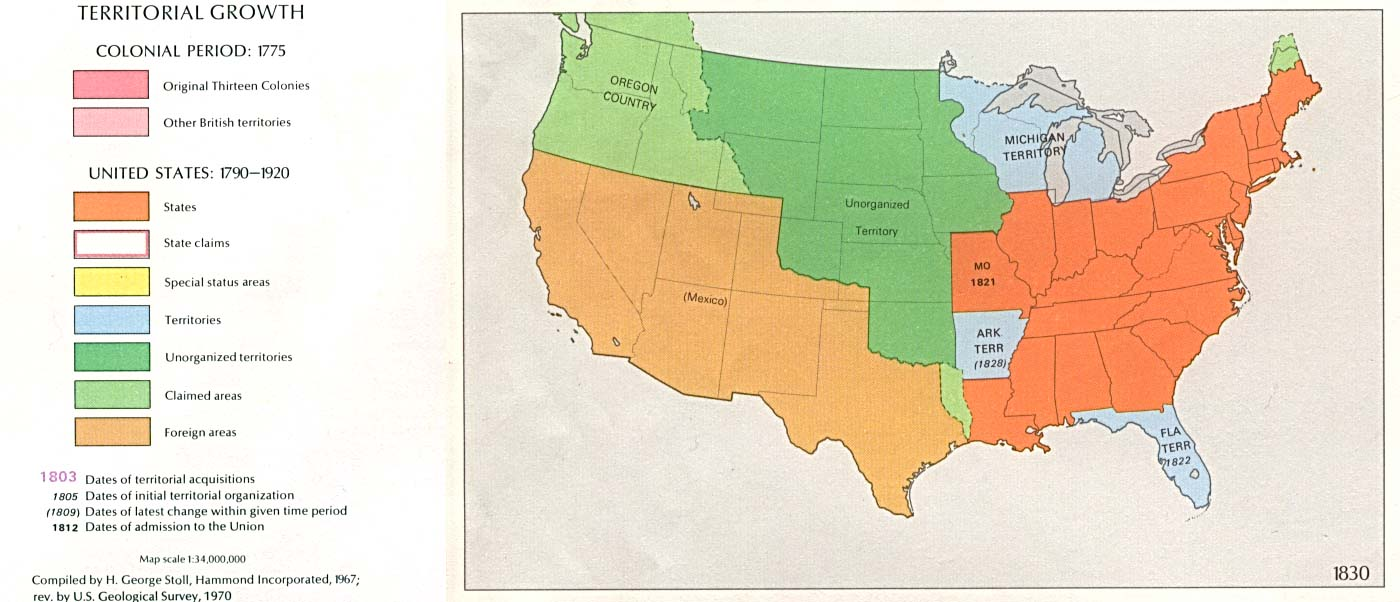
Territori no organitzat (verd fosc) en 1830.

Un territori no organitzat és també un territori dels Estats Units per la qual el Congrés dels Estats Units no ha establert una llei orgànica. En aquest sentit, els territoris no organitzats posseïts pel govern federal dels EUA, però en la qual no estan dins de qualsevol estats de la Unió i no han estat "organitzats" en entitats amb governs. Actualment, tots els territoris no organitzats són considerats com àrea insular, administrats per l'Office of Insular Affairs, el Departament d'Interior dels Estats Units. Samoa Americana és tècnicament un territori no organitzat, en la qual el Congrés no ha passat cap llei orgànica, però té el seu propi govern, segons els termes de la constitució, revisada per última vegada en 1967, excepte que els seus habitants no són considerats ciutadans nord-americans. El 2006, l'Atol Palmyra és l'únic territori no organitzat incorporat dels EUA.

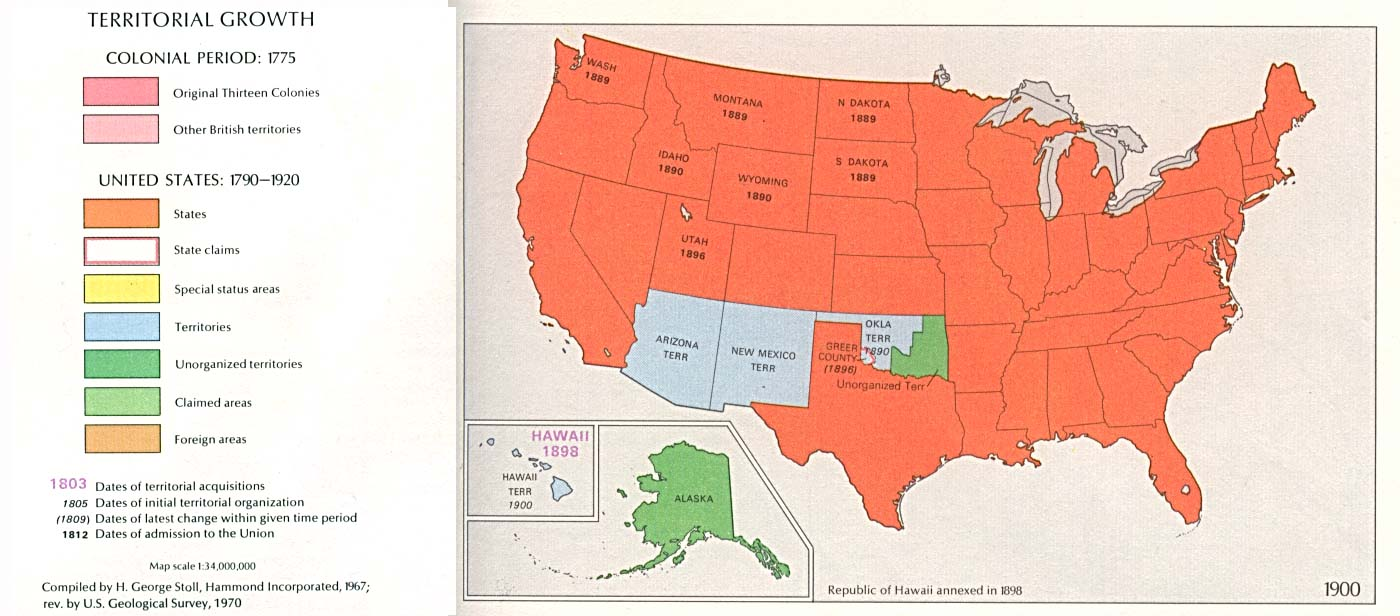
Territoris no organitzats (verd fosc) en 1900.

## Canadà
Els territoris no organitzats també existeixen a certes regions del Canadà, com el Nord d'Ontario on no existeix cap entitat governamental. A Quebec, qualsevol territori fora d'una municipalitat incorporada, és considerat territori no organitzat.